# Mariä-Verkündigungs-Kathedrale (Kasan)

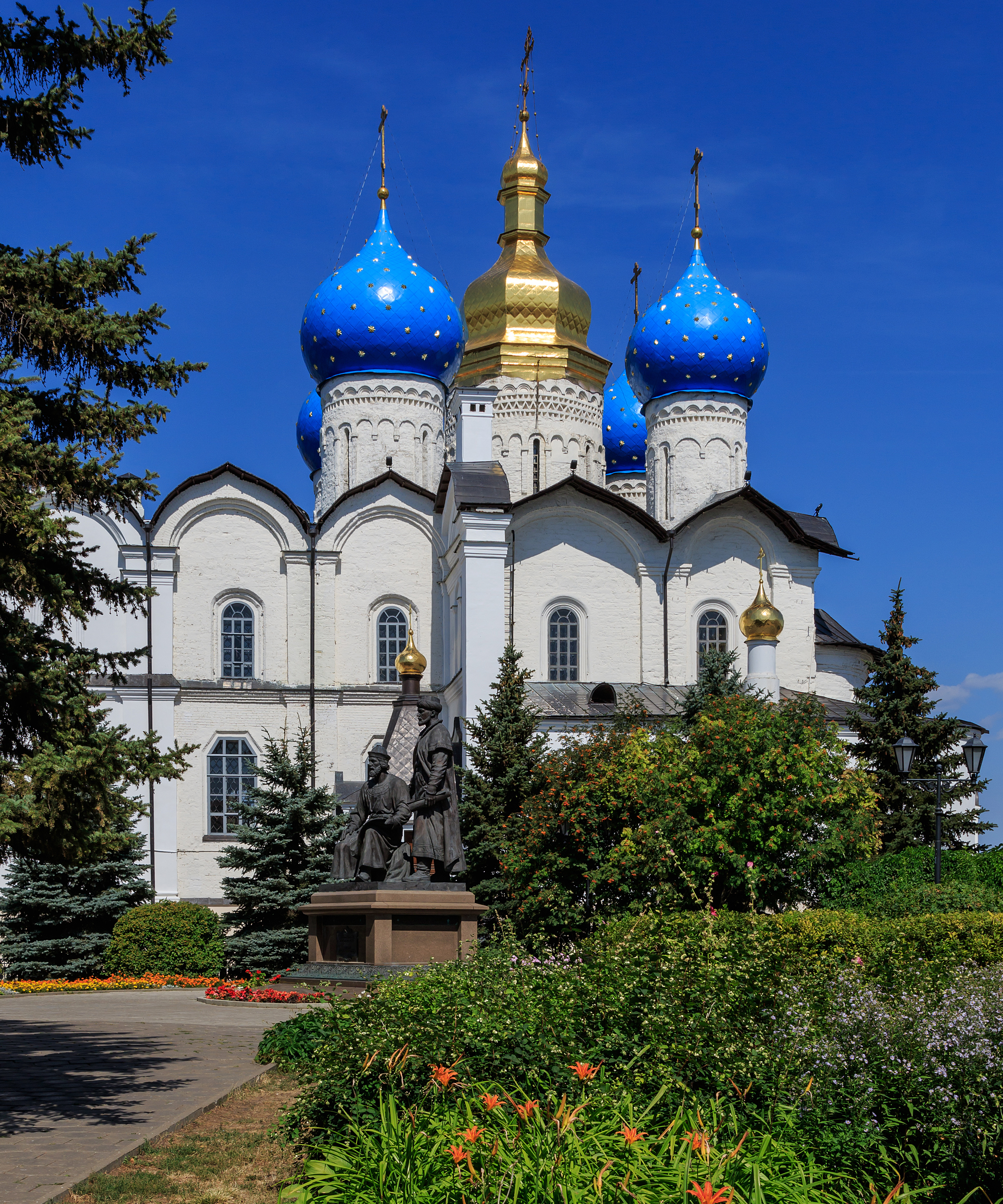
Mariä-Verkündigungs-Kathedrale

Die Mariä-Verkündigungs-Kathedrale im Kasaner Kreml ist ein Baudenkmal der russischen Kultur des 14. bis 19. Jahrhunderts. Mit der benachbarten Kul-Scharif-Moschee gilt sie als Symbol für das friedliche Zusammenleben der muslimischen und orthodoxen Bevölkerung von Tatarstan.
Die „gewöhnliche“ Kirche aus Holz wurde am 4. Oktober 1552 von Iwan IV. zum Ehren von Mariä Verkündigung gebaut. In den Jahren 1555 bis 1562 wurde schon aus weißem Stein die Kathedrale mit fünf Kreuzkuppeln, drei Aspiden und sechs Stützpfeilern aufgebaut. In der Architektur der Kathedrale vereinigen sich die Elemente der Pskower, Moskauer und Wladimirer Bauschulen. Im 17. Jahrhundert wurde noch ein fünfstöckiger Glockenturm gebaut. Im 18. Jahrhundert wurden die Kuppeln der Kathedrale, die von der Form eines Helms waren, durch Zwiebelkuppeln ersetzt. 1841 wurde die Kathedrale nach dem Projekt von F. I. Petond erweitert, zwei Aspiden und ein Refektorium wurden angebaut. 1860 machte der berühmte Ikonenmaler N. L. Safonow mit Ölfarben Wand- und Deckenmalerei.
Bis 1918 war die Mariä-Verkündigungs-Kathedrale die Hauptkathedrale der Orthodoxen für die Kasaner Eparchie. Im Interieur sind Fragmente der Freskomalerei des 17. Jahrhunderts erhalten geblieben.
In den 1930er Jahren wurden der Glockenturm, die Galerie und die Haupttreppen demontiert, viele Kostbarkeiten wurden geraubt. In den Jahren der Sowjetmacht befand sich lange Zeit im Gebäude der Kathedrale das Archiv.
1996 wurde das Gebäude an die Verwaltung des Museumsgebietes des „Kasaner Kreml“ übergeben.

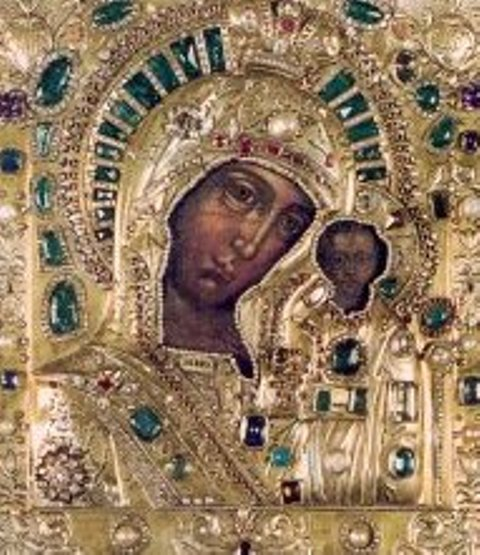
Original der Ikone Gottesmutter von Kasan (Detail)

Am 21. Juli 2005 wurde die Ikone Gottesmutter von Kasan vom Patriarchen Alexius II. mit dem Präsidenten der Republik Tatarstan Mintimer Scharipowitsch Schaimijew der Mariä-Verkündigungs-Kathedrale überbracht.
Am Bau der Kathedrale nahm der erste Kasaner Bischof Gurij teil (Rugotin, kanonisiert im Jahr 1595). Seine Reliquien, die sich jetzt im Arskifriedhof befinden, waren die Hauptreliquien der Kathedrale. Seine unterirdische Zelle war lange Zeit das Ziel von Pilgerfahrten. Der zweite Bischof German (Polew) und Metropolit Germogen wurden auch kanonisiert (Metropolit Germogen wurde später zum Patriarch von ganz Russland). In dieser Kathedrale krönte Metropolit Efrem Michael Romanow im Jahr 1613. Hier wurden die Erzpriester und Erzbischofs begraben, die in Kasan gestorben waren. Am 16. Juli 1897 hielt hier Johannes von Kronstadt (einer der verehrtesten Heiligen heute) den Gottesdienst. An Gottesdiensten in der Mariä-Verkündigungs-Kathedrale nahmen Peter I., Katharina II. und alle späteren Zaren teil.